# La Hague
La Hague – gmina we Francji, w regionie Normandia, w departamencie Manche. W 2013 roku liczba ludności wynosiła 11 840 mieszkańców. 
Gmina została utworzona 1 stycznia 2017 roku z połączenia 19 ówczesnych gmin: Acqueville, Auderville, Beaumont-Hague, Biville, Branville-Hague, Digulleville, Éculleville, Flottemanville-Hague, Gréville-Hague, Herqueville, Jobourg, Omonville-la-Petite, Omonville-la-Rogue, Sainte-Croix-Hague, Saint-Germain-des-Vaux, Tonneville, Urville-Nacqueville, Vasteville oraz Vauville. Siedzibą gminy została miejscowość Beaumont-Hague.